# Sankt Thomas (Novelle)
Sankt Thomas ist eine historische Novelle von Wilhelm Raabe, die im Sommer 1865 entstand und 1866 in der Zeitschrift „Freya. Illustrierte Blätter für die gebildete Welt“ bei Moritz Hartmann in Stuttgart erschien. Meyen nennt sieben Arbeiten, in denen die Novelle besprochen wurde. So hat zum Beispiel Heinrich Stammler 1968 das Spiel zwischen Ironie und Pathos in dem Text genauer betrachtet.
Hoppe und Plischke geben in der Braunschweiger Ausgabe zwei Quellen Raabes an: „Friedrich Schillers Geschichte des Abfalls der vereinigten Niederlande von der spanischen Regierung. Fortgesetzt von Carl Curths“ und die „Braunschweigische und Lüneburgische Chronica“. Die Auflage der Chronica aus dem Jahr 1620 (Heinrich Bünting und M. H. Meybaum) habe sich im Familienbesitz des Raabes befunden.

## Inhalt
Im Mai 1595 wird die Kutsche der jungen Spanierin Doña Camilla Drago, Tochter des Obersten Don Alonzo Drago, im Bistum Lüttich von den Niederländern überfallen. Die berittene spanische Bedeckung flieht. Das Mädchen wird in die Grafschaft Brabant entführt. Die junge spanische Geisel wird im Haag im Hause des Mynheers van der Does gefangen gehalten.
Oberst Drago fällt am 24. Januar 1597 in der Schlacht bei Turnhout. Doña Camilla wird im Frühjahr 1597 freigelassen. Sie war zusammen mit Georg, einem Sohn des Hauses van der Does, aufgewachsen. Georg kommt zur Verabschiedung der Gespielin eigens aus Scheveningen herüber.
Die Waise wird von ihrem Onkel Don Franzisko Meneses im Schloss Pavaosa auf der Insel Sankt Thomas im Meerbusen von Guinea aufgenommen. Don Franzisko, spanischer Oberst, ist dort Statthalter Philipps III. .
Selbst am Äquator, fernab vom kühlen Nordseestrand, ist Doña Camilla vor dem niederländischen Feind nicht sicher. Die „hochmögenden Generalstaaten“ schicken am 25. Mai 1599 ihren Admiral Mynheer van der Does mit seiner Flotte gegen die atlantischen Besitzungen Spaniens in die Schlacht. Im Gefolge des Admirals kämpft sein Neffe Georg van der Does. Die Niederländer landen auf St. Thomas. Oberst Don Franzisko hält die Stellung gegen die feindliche Übermacht. Die Belagerung von Pavaosa zieht sich über Wochen hin. Als die Stadt nicht länger zu halten ist, lässt Doña Camillas Onkel sämtliche Reichtümer, die die Niederländer erbeuten wollen, zerstören und zieht sich mit den Überlebenden auf das Schloss zurück. Wutentbrannt greift der Feind erneut an. Der Statthalter Don Franzisko fällt. Admiral van der Does wird von der Madorka, einer Tropenseuche, dahingerafft. Georg will seine Jugendfreundin Camilla unbedingt in die Niederlande mitnehmen, kommt jedoch bei seinem Rettungsversuch um. Das Mädchen führt zuletzt den spanischen Widerstand an und wird während des Sturmes auf das Schloss erschlagen.
Im letzten Kapitel, „Die Stimmen des Sieges“, besingt ein „Negermädchen“ aus dem „eingeborenen schwarzen Volk“, das auf Seiten der Niederländer gekämpft hat, den Sieg. „Sie trug eine Federkrone, aber dazu das zerrissene, befleckte, versengte Kleid einer spanischen Dame und um das Handgelenk einen goldenen Reif, das Meisterstück eines cordovianischen Goldschmieds.“ Der Prädikant Heinrich Leflerus, der die niederländische Flotte begleitet hat, spricht am Strand von Scheveningen eine Totenklage.

### Ausgaben
- Sankt Thomas. S. 651–704 in: Peter Goldammer (Hrsg.), Helmut Richter (Hrsg.): Wilhelm Raabe. Ausgewählte Werke in sechs Bänden. Band 1: Die Chronik der Sperlingsgasse. Nach dem großen Kriege. Erzählungen 1860–1870. 928 Seiten. Aufbau-Verlag Berlin und Weimar 1966 (Textgrundlage: Karl Hoppe (Hrsg.): die historisch-kritische Braunschweiger Ausgabe) (Verwendete Ausgabe)
- Sankt Thomas. S. 5–59. Mit einem Anhang, verfasst von Karl Hoppe und Hans Plischke, S. 405–421 in Karl Hoppe (Bearb.), Hans Oppermann (Bearb.), Constantin Bauer (Bearb.), Hans Plischke (Bearb.): Erzählungen. Sankt Thomas. Die Gänse von Bützow. Theklas Erbschaft. Gedelöcke. Im Siegeskranze. Der Marsch nach Hause. Des Reiches Krone. Deutscher Mondschein. Vandenhoeck & Ruprecht, Göttingen 1976. Bd. 9.2 (2. Aufl., besorgt von Karl Hoppe), ISBN 3-525-20120-6 in Hoppe (Hrsg.), Jost Schillemeit (Hrsg.), Hans Oppermann (Hrsg.), Kurt Schreinert (Hrsg.): Wilhelm Raabe. Sämtliche Werke. Braunschweiger Ausgabe. 24 Bde.
- Wilhelm Raabe: Else von der Tanne. Sankt Thomas. Das letzte Recht. Deutscher Mondschein. Ein Besuch – Erzählungen. Verlagsanstalt Hermann Klemm, Berlin, ohne Jahresangabe. 319 Seiten
- Wilhelm Raabe: Sämtliche Werke. Erste Serie: Band 6: Drei Federn. Der Regenbogen. Sieben Erzählungen. S. 289–344. Berlin-Grunewald: Verlagsanstalt Hermann Klemm, o. J.
- Meyen[9] führt noch drei Ausgaben an: Goslar (1948), Van Goor, Gouda 1870 (in Holländisch) und Tiden, Stockholm 1960 (Übersetzerin Irma Nordvang, in Schwedisch).

### Sekundärliteratur
- Fritz Meyen: Wilhelm Raabe. Bibliographie. 438 Seiten. Vandenhoeck & Ruprecht, Göttingen 1973 (2. Aufl.). Ergänzungsbd. 1, ISBN 3-525-20144-3 in Karl Hoppe (Hrsg.): Wilhelm Raabe. Sämtliche Werke. Braunschweiger Ausgabe. 24 Bde.
- Cecilia von Studnitz: Wilhelm Raabe. Schriftsteller. Eine Biographie. 346 Seiten. Droste Verlag, Düsseldorf 1989, ISBN 3-7700-0778-6